# 弗雷德里克·阿尔诺
弗雷德里克·伯纳德·让·艾蒂安·阿尔诺（法語：Frédéric Bernard Jean Etienne Arnault，1995年11月7日—），常称弗雷德里克·阿尔诺（法語：Frédéric Arnault，法語發音：[fʁedeʁik aʁno]），法国商人，泰格豪雅的首席执行官，法国酩悦·轩尼诗－路易·威登集团（LVHM）首席执行官贝尔纳·阿尔诺的第三个儿子。

## 早年生平
1995年11月7日，弗雷德里克·阿尔诺出生在法国的塞纳河畔讷伊，是贝尔纳·阿尔诺的第三个儿子，也是贝尔纳·阿尔诺与第二任妻子，
法国裔加拿大钢琴家，埃莱娜·默西尔（Hélène Mercier）的第二个儿子。